# 渋沢孝輔
渋沢 孝輔（しぶさわ たかすけ、1930年10月22日 - 1998年2月8日）は、日本の詩人・フランス文学者。　

## 経歴
長野県小県郡長村（現・上田市）生まれ。旧制上田中学（現・長野県上田高等学校）を経て、1953年、東京外国語大学フランス語科を卒業。1956年、東京大学大学院フランス文学科修士課程を修了。1956年武蔵大学講師、1957年明治大学文学部講師、助教授を経て、1969年より教授。
ランボー、ボードレールなどフランス詩を研究する一方、みずからたくさんの詩集を発表。1958年同人誌「XXX」を発行、1984年文芸誌「譚」創刊に参加。藤村記念歴程賞、高見順賞、萩原朔太郎賞を次々に受賞した。
1998年、下咽頭癌のため死去（67歳）。死の直前まで記していた「入院日誌」が『冬のカーニバル』に収録されている。同年4月刊の『フランス名詩選』（安藤元雄・入沢康夫と共編、岩波文庫）が遺著となった。

## 詩集
- 『場面』ユリイカ 1959年
- 『不意の微風』晶文社 1966年
- 『漆あるいは水晶狂い』思潮社 限定版1969年、普及版1971年（加納光於画）
- 『渋沢孝輔詩集』思潮社 現代詩文庫 1971年
- 『われアルカディアにもあり』青土社 1975年（藤村記念歴程賞）
- 『越冬賦』思潮社 1977年
- 『淡水魚 付=夜の樹間』書肆山田 1979年
- 『廻廊』思潮社 1979年（高見順賞）
- 『渋沢孝輔詩集』小沢書店 1980年（作品集成）
- 『花の断章』書肆山田 1981年（中西夏之画）
- 『薔薇・悲歌』思潮社 1983年
- 『緩慢な時』思潮社 1986年
- 『詩画集 星夜 施術者たち』思潮社 1987年（建石修志画）
- 『啼鳥四季』思潮社 1991年（読売文学賞）
- 『綺想曲』書肆山田 1992年
- 『続・渋沢孝輔詩集』思潮社 現代詩文庫 1996年
- 『行き方知れず抄』思潮社 1997年（萩原朔太郎賞）
- 『星曼荼羅』書肆山田 1997年
- 『冬のカーニバル』思潮社 1999年（遺稿集）
- 『渋沢孝輔全詩集』思潮社 2006年（別冊に『渋沢孝輔読本』）

## 詩論
- 『詩の根源を求めて ボードレール・ランボー・朔太郎』思潮社 1970年、同・選書判 1977年
- 『呪われた断片』青地社 1971年
- 『安東次男　渋沢孝輔　現代詩論2』晶文社 1972年
- 『極の誘い 渋沢孝輔詩論集』晶文社 1973年
- 『秋の歌』昭森社 1977年
- 『思考の思考』思潮社 1977年
- 『蒲原有明論 近代詩の宿命と遺産』中央公論社 1980年
- 『バッカスの杖 フランス詩人論』小沢書店 1980年
- 『貝殻幻想 原型とリズム』小沢書店 1984年
- 『詩のヴィジョン』小沢書店 1984年
- 『花後の想い』小沢書店 1993年
- 『螺旋の言語　渋沢孝輔詩論選』思潮社（思潮ライブラリー）2006年、没後出版（25編）

## 訳書
- ソーニエ『19世紀フランス文学』白水社・文庫クセジュ（篠田浩一郎共訳）
- プティフィス・マタラッソー『ランボーの生涯』筑摩書房・筑摩叢書（粟津則雄共訳）
- 『ランボー全集』人文書院（全3巻、参加）
- ジャン・ルーセ『フランスバロック期の文学』筑摩叢書（共訳）
- アンドレ・ブルトン、マルセル・デュシャン編『シュルレアリスムの変貌』国文社（共訳）
- ガストン・バシュラール『蝋燭の焔』現代思潮社、のち現代思潮新社
- ガストン・バシュラール『夢みる権利』筑摩書房 のち筑摩叢書、ちくま学芸文庫

## 作家論
- 『現代詩手帖　特集：現代詩の臨界点　追悼渋沢孝輔』1998年3月号、思潮社
- 図録『渋沢孝輔　場面から行き方知れず抄まで』前橋文学館 1998年春に行った